# 하파에우 페헤이라 다 시우바
하파엘 페헤이라 다 시우바(Rafael Pereira da Silva, 1990년 7월 9일 리우데자네이루주 페트로폴리스 ~ )는 브라질 출신의 축구 선수이다. 사람들은 흔히들 줄여서 하파엘이라고 부른다. 현재 브라질의 보타포구에서 뛰고 있다. 하파엘의 포지션은 풀백이다. 오른쪽 윙어로도 뛸 수 있는 능력을 갖추고 있다. 그의 쌍둥이 형제 파비우는 현재 FC 낭트 소속이다.

## 클럽 경력

### 2008-09 시즌
하파엘은 프로 축구 선수 경력을 브라질에 있는 플루미넨시 FC에서 시작하였다. 청소년 팀에서 활약하였다. 맨체스터 유나이티드의 클럽 스카우트 레스 커쇼(Les Kershaw)는 홍콩의 청소년 축구 토너먼트에 나간 플루미넨시 FC 청소년 팀의 하파엘과 그의 쌍둥이 형제 파비우를 눈여겨보았다.
2008년 1월, 하파엘 쌍둥이 형제는 맨체스터 유나이티드로 이적하였다. 하지만 2008년 7월에 가서야 경기에 뛸 수 있었다. 8월 4일 피터보로 유나이티드와의 친선경기에서 하파엘이 첫 경기를 가졌다. 2008년-09년 시즌, 하파엘은 맨체스터 유나이티드 성인팀(시니어 스쿼드) 엔트리에 이름을 올렸다. 둥팡줘가 달았던 21번 등번호를 물려받았다. 뉴캐슬 유나이티드 FC와의 2008-09 프리미어 리그 시즌 개막전에서 후반전 프레이저 캠벨과 교체되어 경기에 출전하였다. 프리미어 리그 첫 데뷔전이었다.
맨체스터 유나이티드 FC 팀 선발로서의 첫 경기는 2008년 9월 23일, 미들즈브러 FC와의 칼링 컵 3차전 경기였다. 유럽 리그 경기로서 그의 첫 경기는 9월 30일 올보르 BK와의 UEFA 챔피언스리그 원정 경기였다. 게리 네빌과 웨스 브라운을 제치고 더 나은 인상적인 경기력을 선보였다. 올보르 BK의 공격을 잘 막아냈으며, 두 차례 슛을 날리기도 하였다. 66분에 부상으로 교체되었다.
프리미어 리그 첫 선발은 2008년 10월 18일의 웨스트 브로미치 앨비언 FC과의 홈 경기였다. 이 경기에서 맨유가 4-0으로 이겼다. 맨체스터 유나이티드 FC의 첫 골은 그의 일곱 번째 클럽 출장 경기였던 아스널 FC와의 경기에서 터졌다. 2008년 11월 8일 에미레이츠 경기장에서 열린 이 원정경기에서 경기 종료 직전 90분에 하파엘은 페널티 에어리어 바로 안쪽에서 강력한 발리슛을 구사하여 골을 넣었다. 팀은 2-1로 졌다.
하파엘은 어린 나이에도 인상적인 모습을 선보여 퍼거슨 감독의 마음을 사로잡았다. 퍼거슨은 주장 게리 네빌과 웨스 브라운은 잉글랜드 최고의 풀백이지만 현재 맨유 최고 풀백은 하파엘이라는 인터뷰를 하며 어린 제자의 좋은 경기력에 대한 뿌듯함을 나타냈다.
하파엘은 이 시즌에 프리미어리그 우승과 클럽 월드컵 우승,칼링컵 우승을 차지했다.

### 2009-10 시즌
프리미어리그 2009-10 시즌에서는 부상으로 많은 경기를 뛰지 못하였다.
에버튼 FC와의 리그 13라운드에서 부상 복귀전을 치뤘지만 베식타스 JK전에서 또 다시 부상을 당하였다. 울버햄튼 원더러스 FC전에서 다시 부상 복귀전을 치렀다. 후반전에 페널티킥을 내주긴 했지만 그것을 제외하면 무난한 활약이었다.
하파엘은 시즌 첫 골을 위건 애슬레틱 FC과의 20라운드에서 득점하였고 5-0 대승을 거두었다.
맨체스터 시티 FC와의 칼링컵 4강 1차전에서는 크레익 벨라미의 돌파를 막는 과정에서 페널티킥을 내주었고 팀은 1-2로 역전패했다.
칼링컵 4강 2차전에서는 제법 무난한 활약을 선보였으나 후반 28분에 웨스 브라운과 교체되었다.
리그 24라운드 아스날과의 원정 경기에서 토마스 로시츠키를 상대로 투지 넘치는 플레이를 선보여 팀의 3-1 승리를 이끌었다.
26라운드 아스톤 빌라와의 경기에서는 스튜어트 다우닝의 빠른 발을 잘 막아내었고 챔피언스리그 16강 1차전 AC 밀란 원정 경기에서 선발 출장하였다. 브라질 선배인 호나우딩요를 상대로 고전을 하긴 했지만 맨유는 3-2 승리를 거두었다.
칼링컵 결승 아스톤 빌라전에도 선발로 나섰다. 빌라 윙어들의 빠른 발을 잘 막아냈으나 후반 20분에 부상으로 교체되었다.
챔피언스리그 AC 밀란과의 16강 2차전에서 부상 복귀전을 치렀다. 후반 20분에 게리 네빌을 대신해 교체로 들어간 하파엘은 42분에 날카로운 크로스로 대런 플레처의 골을 어시스트 했다.
챔피언스리그 8강 2차전 바이에른 뮌헨과의 경기에서 그는 프랭크 리베리를 봉쇄하기 위해 투입되었다. 그는 좋은 수비력을 리베리를 상대로 선보였지만 후반 4분에 경고 누적으로 퇴장당하며 경험 부족을 드러내게 되었다. 팀은 후반 28분에 아르연 로번에게 결승골을 헌납하며 3-2로 승리했지만 원정 다득점에 의해 탈락하고 말았다.
리그 36라운드 토트넘전에서 그는 간만에 선발 출장을 하였다. 그는 가레스 베일과 루카 모드리치를 상대로 선전했으나 후반 33분 수비 실수로 레들리 킹에게 골을 내주었다. 다행이도 그를 대신해 교체로 투입된 페데리코 마케다가 귀중한 결승골에 관여를 하면서 그는 마음을 놓을 수 있었다.

### 2010-11 시즌
그는 뉴캐슬과의 리그 개막전에서 파트리스 에브라가 부상을 당하자 그들 대신하여 투입되었다.
스컨소프 유나이티드와의 칼링컵 경기에서 그는 왼쪽 풀백으로 출전하였고 팀은 5-2 대승을 거두었다.
챔피언스리그 32강 2차전 발렌시아 CF전에서 그는 선발 출장하였다. 리그 7라운드인 선더랜드 AFC전과 8라운드 웨스트 브로미치전, 챔피언스리그 3차전 부르사스포르전에 연속으로 출전하여 주전 자리를 차지하였고 9라운드 스토크 시티 FC전에서는 전술적인 이유로 선발에서 제외되었다.
10라운드 토트넘전에서는 다시 선발로 복귀하여 가레스 베일을 완벽하게 봉쇄하였고 챔피언스리그 4차전 부르사스포르전에서도 선발로 맹활약 하였다.
12라운드 맨체스터 시티 원정 경기에서는 후반 3분 부상으로 교체되기 전까지 좋은 활약을 펼쳤다.
14라운드 위건전에서 부상 복귀한 하파엘은 1도움을 기록해 2-0 승리를 이끌었고 7-1로 승리한 블랙번전에서도 좋은 활약을 했다.
21라운으 웨스트 브로미치전에서는 박싱 데이 기간동안 체력적인 안배를 위해 게리 네빌이 대신해서 투입되었지만 페널티킥을 내줄 뻔 하기도 하여 그의 존재감을 다시 한번 확인할 수 있었다.
그는 23라운드 0-0 무승부로 끝난 토트넘 원정 경기에서 경고 누적으로 퇴장을 당하였다. 이 과정에서 마이크 딘 주심에게 거친 항의를 하여 벌금과 1경기 출전 정지를 받았다.
징계가 풀린 블랙풀 FC 원정 경기에서 그는 후반 34분에 말론 헤어우드와의 경합 과정에서 부상을 입어 안데르손과 교체되었다.
부상에서 돌아온 리그 26라운드 울버햄튼 원더러스 FC 원정 경기에서 손가락이 꺾이는 부상을 당하였지만 풀타임을 소화했다.
리그 29라운드 리버풀 FC에서 그는 선발로 복귀했다. 팀은 1-3으로 패배했다.
FA컵 8강전 아스날과의 홈 경기에서 그는 윙어들의 줄부상으로 쌍둥이 형인 파비우 다 실바와 함께 양쪽 윙어로 출전하여 인상적인 활약을 했다.(파비우는 하프타임에 안토니오 발렌시아로 교체되었고 그는 후반전에 중앙 미드필더로 활약했다.)
마르세유와의 챔피언스리그 16강 2차전에는 전반전에 존 오셰이의 부상으로 교체투입 되었지만 후반전에 그 또한 부상을 당하여 파비우 다 실바와 교체되었다.
부상 복귀전은 첼시 FC와의 챔피언스리그 8강 1차전이었다. 그는 후반전에 디디에 드록바와의 몸싸움 과정에서 부상을 입어 루이스 나니와 교체되었다.
에버튼과의 리그 34라운드에서 부상에서 회복하여 교체 멤버에 이름을 올렸다.
샬케 04와의 챔피언스리그 4강 2차전에서 선발로 복귀했다. 팀은 2년 만에 챔피언스리그 결승에 진출했다.
그는 우승이 확정되고 난 후 리그 최종전인 블랙풀전에 45분간 그라운드를 누볐다. 그는 두 번째로 프리미어리그 우승 메달을 받게 되었다.

### 2011-12 시즌
그는 리그 개막전을 앞두고 어깨 부상을 당하여 10주간 결장하게 되었다.
칼링컵 크리스탈 펠리스와의 경기에 선발 출장했지만 후반 19분에 또 다시 부상으로 폴 포그바와 교체되었다.
블랙번 로버스 FC와의 리그 19라운드에서 선발 복귀하여 중앙 미드필더로 활약했다. 팀은 2-3으로 패배했다.
이후 두 경기 동안 결장했다가 볼튼 원더러스 FC전에서 선발로 다시 복귀하여 풀타임을 소화했다.
아스날전에서는 전반에 필 존스의 부상으로 교체투입 되었다.
리버풀과의 FA컵 경기에서 선발로 나와서 1도움을 기록했지만 1-2 패배로 빛이 바랬다.
이후 스토크 시티와의 리그 경기는 결장했지만 첼시와 리버풀과의 리그 경기에서는 연속으로 선발로 출전했다.
아약스 암스테르담과의 유로파리그 32강 2차전에서는 파비우와 함께 양쪽 풀백으로 출전하였다.
유로파리그 아틀레틱 빌바오와의 1,2차전에서 모두 선발로 나섰지만 1차전에서 이케르 무니아인의 골 장면에서 상대방을 방치해두는 움직임으로 아쉬움을 남겼다. 팀은 2-3,1-2로 각각 패배하여 탈락했다.
이후 울버햄튼, 풀럼 FC,블랙번, QPR,아스톤 빌라,에버튼과의 경기에 선발로 나섰고 스완지 시티 FC전에서는 크리스 스몰링의 부상으로 교체로 투입되었다. 팀은 마지막까지 리그 우승을 위해 노력했지만 끝내 무관으로 시즌을 마쳤다.

### 2012-13 시즌
하파엘은 시즌이 시작되기 전 게리 네빌이 달았던 등번호인 2번의 새로운 주인이 되었다.
개막전인 에버튼전은 올림픽 휴가로 인해 결장했고 리그 2라운드인 풀럼전에서 선발 출장하여 전반 40분에 애슐리 영의 크로스를 헤딩으로 마무리 지으며 시즌 첫 골을 뽑아냈다. 팀은 3-2 승리를 거두었다. 사우스햄튼 FC전과 위건전,챔피언스리그 1차전 갈라타사라이와의 홈 경기에서도 선발로 나서며 부동의 오른쪽 풀백 자리를 굳혀가기 시작했다.
리그 5라운드 리버풀과의 라이벌전에서 하파엘은 0-1로 뒤지던 후반 5분에 왼발로 동점골을 뽑아냈다. 팀은 로빈 판 페르시의 골로 2-1로 역전승을 거두었다.
리그 6라운드 토트넘전에서부터 리그 10라운드 아스날전까지 모든 대회 빠짐없이 선발로 나왔으며 SC 브라가와의 챔피언스리그 4차전에서는 후반전에 교체로 출전하였다.
아스톤 빌라와의 리그 11라운드에서 다시 선발로 나왔고 15라운드 레딩전에서는 팀이 세트피스 상황에서 높이에서 밀리며 실점을 하자 퍼거슨 감독은 전반전에 그를 빼고 장신의 스몰링을 투입하자 그는 토라진 모습을 보이기도 했다.
리그 16라운드 맨체스터 시티전에 선발출장하여 2도움을 기록하여 3-2 승리에 일조했다.
리그 17라운드 선더랜드전에는 부상으로 결장했으며 리그 21라운드 위건전에서 선발로 복귀하여 풀타임을 소화했다.
하파엘은 리그 27라운드 퀸즈 파크 레인저스 FC 원정 경기에서 강력한 중거리슈팅으로 시즌 3호골을 기록하였다.
그는 31라운드 선더랜드 FC 원정 경기에서 부상을 당하여 3주간 아웃되었다.
하파엘은 리그 36라운드 첼시와의 홈경기에서 막판에 퇴장을 당하여 잔여 경기에 출전하지 못하고 시즌을 마감했다.
그는 오른쪽 풀백 부동의 주전으로 활약하였고 프리미어리그 20번째 우승에 기여하였다.

### 2013-14 시즌
프리미어리그 개막 전 위건 에슬레틱과의 FA 커뮤니티쉴드 경기에 선발로 출전한 하파엘은 경기 초반 햄스트링 부상을 당하여 크리스 스몰링과 교체되었다.

### 올림피크 리옹
2015년 8월 4일 하파엘은 맨유를 떠나 리옹과 4년 계약을 맺고 이적하였다.

## 국제 경기
2007년, 하파엘은 브라질 17세 이하 축구 국가대표팀의 멤버로서 FIFA U-17 월드컵에 출전하였다.
포르투갈 축구 국가대표팀 코치 카를루스 케이로즈가 그에게 접근하여 포르투갈 국가대표 선수로 뛰는 것이 어떻겠느냐 제안한 바 있다.

## 수상 경력

### 맨체스터 유나이티드
- FA 커뮤니티 실드:2008, 2010, 2013
- FIFA 클럽 월드컵:2008
- 칼링컵:2008-09, 2009-10
- 프리미어리그:2008-09, 2010-11, 2012-13